# Атаманчук Петро Сергійович
Атаманчук Петро Сергійович (1939—2024), доктор педагогічних наук, професор, академік АНВО України, «Відмінник освіти України», заслужений працівник освіти України, віцепрезидент Академічного товариства Міхала Балудянського (Словаччина), завідувач кафедри методики викладання фізики і дисциплін технологічної освітньої галузі Кам'янець-Подільського національного університету імені Івана Огієнка (1983—2020), професор кафедри фізики, професор кафедри фізики та методики її навчання Тернопільского національного педагогічного університету імені Володимира Гнатюка (2022—2024).

## Життєпис
Народився 26 червня 1939 року в селі Каскада, 4-та сотня, Новоушицького району Кам'янець-Подільської (нині — Хмельницької) області. Середню освіту здобував, навчаючись спершу в Каскадській семирічній школі (1946—1953), а згодом у Новоушицькій середній школі (1953—1956).
1956-1961 рр. навчався в Кам'янець-Подільському державному педагогічному інституті за спеціальністю вчитель фізики та основ виробництва.
З 1961 року - вчитель фізики в Калюсецькій середній школі Новоушицького району.
З 20 вересня 1962 р. — викладач математики і фізики Новоушицького технікуму механізації сільського господарства.
У 1982 році в Київському університеті імені Т. Г. Шевченка захистив кандидатську дисертацію «Дидактичні основи розробки і використання еталонів контролю навчальної діяльності учнів» під науковим керівництвом доктора педагогічних наук, професора Алексюка Анатолія Миколайовича.
З 10 вересня 1982 р. розпочав науково-педагогічну діяльність у Кам'янець-Подільському державному педінституті, а 26 травня 1983 р. очолив кафедру методики викладання фізики і технічних засобів навчання.
У 2000 році на засіданні спеціалізованої ради Національного педагогічного університету імені М. П. Драгоманова захистив докторську дисертацію «Теорія і методика управління пізнавальною діяльністю старшокласників у навчанні фізики».
У 2002 р. кафедру очолив кафедру "Методики викладання фізики та дисциплін технологічної освітньої галузі" Кам'янець-Подільсьуого національного університету імені Івана Огієнка, якою здійснював  керівництво до 2020 р.
З 2022 року Петро Сергійович працював на посаді професора кафедри фізики та методики її навчання Тернопільського національного педагогічного університету імені Володимира Гнатюка.
Науковець здійснював підготовку висококваліфікованих фахівців, реалізацію національних проєктів та фундаментальних досліджень.

## Наукова діяльність
У 1983 року започаткував у Кам'янець-Подільському державному педагогічному інституті колективне комплексне дослідження «Об'єктивізація контролю навчально-пізнавальної діяльності», до якого постійно залучається творча студентська молодь.
З 1993  р. на Атаманчук П. С. на громадських засадах здійснює наукове керівництво науково-дослідною лабораторією «Управління навчально-пізнавальною діяльністю». В цьому ж році заснована наукова школа «Теоретико-технологічні аспекти об'єктивізації контролю навчальної діяльності» (науковий керівник — Атаманчук Петро Сергійович). В межах наукової школи «Теоретико-технологічні аспекти об'єктивізації контролю навчальної діяльності» здійснюється фундаментальна підготовка кадрів для освіти.
1997 року опублікував першу монографію «Управління процесом навчально-пізнавальної діяльності», в якій обґрунтував власний концептуальний підхід до розв'язання цієї проблеми.
В 1999 році підготував та опублікував другу монографію «Інноваційні технології управління навчанням фізики»
В період з 1995 по 2019 р. під керівництвом Атманчука П. С. виконувалась низка проєктів з держбютжетним фінансуванням:
(1995—2000): «Упpавлiння  навчально-пiзнавальною дiяльнiстю  пpи  вивченнi дисциплiн пpиpодничо-математичного циклу в умовах викоpстання нових iнфоpмацiйних технологiй навчання»;
(2000—2004): «Теорія і технологія управління пізнавальною діяльністю в умовах реформування загальноосвітньої школи (фізико-математичні дисципліни)»;
(2007—2009):  «Інноваційні технології формування фахівця в умовах особистісно орієнтованого навчання та ступеневої  освіти»;
(2010—2012): «Управління процесами формування фахових компетентностей майбутніх учителів фізико-технологічного профілю в умовах євроінтеграції»;
(2013—2015):  «Інноваційні технології управління якістю підготовки майбутніх учителів фізико-технологічного профілю».
(2017—2019): «Теорія управління процесами формування компетентнісних і світоглядних якостей майбутнього учителя фізико-технологічного профілю».
За роки науково-педагогічної діяльності здійснив підготовку 5 докторів та 10 кандидатів наук. опублікував понад 800 наукових праць, серед яких близько 20 монографій та понад 100 навчально-методичних посібників, здійснтв наукове редагування 27-ти збірників наукових праць Кам'янець-Подільського державного університету (серія педагогічна), внесеного до переліку фахових видань України. Доктор педагогічних наук, професор П. С. Атаманчук до останнього часу успішно виконував функції члена спеціалізованої вченої ради НПУ імені М.П. Драгоманова по захисту докторських та кандидатських дисертацій за спеціальністю 13.00.02 — теорія і методика навчання фізики та члена Експертної комісії з розгляду наукових проектів при МОНМС України.

## Вибрані праці

### Монографії
- Управління процесом навчально-пізнавальної діяльності: монографія/П. С. Атаманчук. — Кам'янець-Подільський: К-ПДПІ, 1997. — 136c
- Інноваційні технології управління навчанням фізики: монографія / П. С. Атаманчук. — Кам'янець-Подільський: К-ПДПУ, 1999. — 174 с.
- Методичні основи управління навчанням фізики: монографія / П. С. Атаманчук, О. М. Семерня. — Кам'янець-Подільський: Кам'янець-Подільський держ. ун-т, 2005. — 196 с.
- Дидактика фізики (основні аспекти): монографія / П. С. Атаманчук, П. І. Самойленко. — М: Московський держ. ун-т технологій та управнена, РІО, 2006.- 245 с.
- Вища педагогічна освіта і наука України: Історія, сьогодення та перспективи розвитку. Хмельницька обл.: колективна монографія / Ред рада.: В. Г. Кремінь (гол.) [та ін.]; том 5. О. М. Завльнюк (гол.), П. С. Атаманчук [та ін.]. — К. : Знання України. — 447 с.
- Управління процесом формування фізико-технологічних компетенцій учнів / П. С. Атаманчук, О. П. Панчук, О. М. Павлюк // Особистість в єдиному освітньому просторі: організація, зміст і технологи освоєння: колективна монографія / наук. редактори К. Л. Крутій, А. І. Павленко, В. В. Пашков. — Запоріжжя: ТОВ «ЛІПС» ЛТД, 2011. — С. 210—228.
- Дидактичні основи формування фізико-технічних компетенцій учнів: монографія / П. С. Атаманчук, О. П. Панчук. — Кам'янець-Подільський: Кам'янець-Поділ. нац. ун-т ім. І. Огієнка, 2011. — 252 с.
- Педагог-фізик XXI століття. Основи формування професійної компетентності: Монографія / [Атаманчук П. С., Никифоров К. Г., Губанова А. А., Мислінская Н. Л.] — Калуга — Кам'янець-Подільський: вид. КТУ ім. К. Е. Ціолковського, 2014. — 268 с.
- П. С. Атаманчук. Управління процесом становлення майбутнього педагога. Методологічні основи: Монографія. — Видавець: Palmarium Academic Publishing ist ein Imprint der, Deutschland, 2014. — 137 p. (ISBN 978- 3-639-84513-6).

### Підручники
- Методика і техніка навчального фізичного експерименту в основній школі: підручник для студентів вищих навчальних закладів / П. С. Атаманчук, О. І. Ляшенко, В. В. Мендерецький, О. М. Ніколаєв. — Кам'янець-Подільський: Кам'янець-Поділ. нац. ун-т ім. І. Огієнка, 2010. — 292 с. : іл.
- Методика і техніка навчального фізичного експерименту в старшій школі: підручник для студентів вищих навчальних закладів / П. С. Атаманчук, О. І. Ляшенко, В. В. Мендерецький, О. М. Ніколаєв. — Кам'янець-Подільський: Кам'янець-Поділ. нац. ун-т ім. І. Огієнка, 2011. — 420с.

### Навчальні посібники
- Збірник завдань з фізики для тематичного та підсумкового контролю / П. С. Атаманчук, І. В. Оленюк. — Гусятин, 2009. — 192 с.
- Планування та виконання науково-методичних проектів: навчально-методичний посібник / [ уклад.: П. С. Атаманчук, Ю. В. Гнатюк, Ц. А. Криськов, А. М. Кух, В. С. Щирба]. — Кам'янець-Подільський: Кам'янець-Поділ. нац. ун-т ім. І. Огієнка, 2009. — 24 с.
- Безпека життєдіяльності та охорони праці (практичний курс): навчально-методичний посібник / П. С. Атаманчук, В. В. Мендерецький, О. П. Панчук. — Кам'янець-Подільський: Думка, 2009. — 152 с.
- Інтегрований курс безпеки життєдіяльності (теоретичні основи): навч. посібн. / П. С. Атаманчук, В. В. Мендерецький, О. П. Панчук, О. Г. Чорна. — Кам'янець-Подільський: Буйницький О. А., 2009. — 200 с.
- Збірник наукових праць Кам'янець-Подільського національного університету. Серія педагогічна / [редкол. : П. С. Атаманчук (голова, наук.ред.) та ін.]. — Кам'янець-Подільський: Кам'янець-Поділ. нац. ун-т ім. І. Огієнка, 2009. — Вип. 15 : Управління якістю підготовки майбутніх учителів фізики та трудового навчання. — 352 с.
- Збірник наукових праць Кам'янець-Подільського національного університету імені Івана Огієнка: серія педагогічна / [ред. кол. П. С. Атаманчук (голова, наук. ред.) та ін.]. — Кам'янець-Подільський: Кам'янець-Поділ. нац. ун-т ім. І. Огієнка, 2010. — Вип. 16: Формування професійних компетентностей майбутніх учителів фізико-технологічного профілю в умовах євроінтеграції. — 328 с.
- Дидактичне забезпечення семінарських занять з курсу «Методика навчання фізики» (загальні питання): навчально-методичний посібник / П. С. Атаманчук, О. М. Семерня, Т. П. Поведа. — Кам'янець-Подільський: Кам'янець-Поділ. нац. ун-т ім. І. Огієнка, 2010. — 392 с.
- Безпека життєдіяльності: навч. посіб. / П. С. Атаманчук, В. В. Мендерецький, О. П. Панчук, О. Г. Чорна. — К.: Центр учбової літератури, 2011. –276 с.
- Основи охорони праці: навч. посіб. / П. С. Атаманчук, В. В. Мендерецький, О. П. Панчук, О. Г. Чорна. — К.: Центр учбової літератури, 2011. — 224 с.
- Дидактичне забезпечення семінарських занять з курсу «Методика навчання фізики» (загальні питання): навч. посіб. 2-е вид., випр. і доп. / П. С. Атаманчук, О. М. Семерня, Т. П. Поведа. — Кам'янець-Подільський: Кам'янець-Поділ. нац. ун-т ім. І. Огієнка, 2011. — 384 с.
- Безпека життєдіяльності та охорона праці (практичний курс): навч. посіб. / П. С. Атаманчук, В. В. Мендерецький, О. П. Панчук, О. Г. Чорна. — Кам'янець-Подільський: ТОВ «Друк-Сервіс», 2012. — 136 с.
- Охорона праці в галузі: навч. посіб. / П. С. Атаманчук, В. В. Мендерецький, О. П. Панчук, Р. М. Білик. — Кам'янець-Подільський: ТОВ «Друк-Сервіс», 2012. — 156 с.
- Охорона праці в галузі: навчальний посібник / П. С. Атаманчук, В. В. Мендерецький, О. П. Панчук, Р. М. Білик. — Кам'янець-Подільський: ТОВ «Друк-Сервіс», 2012. — 156 с. [16.3]
- Безпека життєдіяльності та охорона праці (Практичний курс): навчальний посібник / П. С. Атаманчук, В. В. Мендерецький, О. П. Панчук, О. Г. Чорна. — Кам'янець-Подільський: ТОВ «Друк-Сервіс», 2012. — 136 с. [9.91]
- Охорона праці в галузі: навчальний посібник / П. С. Атаманчук, В. В. Мендерецький, О. П. Панчук, Р. М. Білик. — К.: «Центр учбової літератури», 2013. — 322 с. [18.1]
- Безпека життєдіяльності та цивільний захист і методика їх навчання: навчальний посібник / П. С. Атаманчук, В. В. Мендерецький, О. П. Панчук, Р. М. Білик, О. Г. Чорна, У. І. Недільська. — Кам'янець-Подільський: ТОВ «Друк-сервіс», 2013. — 244с. [14.65]
- Безпека життєдіяльності (теоретичні основи та практичний курс): навчальний посібник / П. С. Атаманчук, В. В. Мендерецький, О. П. Панчук, Р. М. Білик, О. Г. Чорна, У. І. Недільська. — Кам'янець-Подільський: ТОВ «Друк-сервіс», 2014. — 208с. [12.09]
- Атаманчук П. С. Практичні заняття з методики навчання фізики (основна школа):навчальний посібник / П. С. Атаманчук, О. М. Семерня. — Кам'янець-Подільський: ТОВ Друкарня «Рута», 2014. — 236с.
- Безпека життєдіяльності у надзвичайних ситуаціях (цивільний захист населення): навчальний посібник / [Атаманчук П. С., Мендерецький В. В., Панчук О. П., Білик Р.М]. — Кам'янець-Подільський: ТОВ «Друк-Сервіс», 2014. — 84 с.
- Безпека життєдіяльності та цивільний захист і методика їх навчання: навчальний посібник / [Атаманчук П. С., Мендерецький В. В., Панчук О. П., Білик Р. М., Чорна О. Г., Недільська У. І.]. — Кам'янець-Подільський: ТОВ «Друк-сервіс», 2014. — 244 с.
- Атаманчук П. С. Практичні заняття з методики навчання фізики (старша школи) / П. С. Атаманчук, О. М. Семерня. Кам'янець-Подільський: ПП Буйницький О. А.,2014. — 272 с.
- Атаманчук П. С. Охорона праці в галузі: навчальний посібник / [П. С. Атаманчук, В. В. Мендерецький, О. П. Панчук, Р. М. Білик]. — Кам'янець-Подільський: ТОВ «Друк-сервіс», 2014. — 216с.
- Безпека життєдіяльності (теоретичний і практичний курс): навчальний посібник / [Атаманчук П. С., Мендерецький В. В., Панчук О. П., Білик Р. М., Недільська О. У.]. Камянець-Подільський: ТОВ «Друк-Сервіс», 2015. — 208 с. [12.09]

Статті в журналах і збірниках наукових праць
- Психолого–педагогічні основи управління навчанням школярів / В. П. Атаманчук, Г. І. Атаманчук, П. С. Атаманчук // Материали за 5-а международна научна практична конференция «Основните проблеми на съвременната наук». — 2009. –Том 16. Педагогически науки. София. «Бял ГРАД-БГ» ООД. — С. 41 — 44.
- Технологічні аспекти удосконалення експериментальної підготовки випускників школи / П. Атаманчук, В.Мендерецький, О. Ніколаєв // Збірник науково-методичних праць «Теорія та методика вивчення природничо-математичних і технічних дисциплін». Наукові записки Рівненського державного гуманітарного університету. — Рівне: Волинські обереги, 2009. — Вип. 13. — С. 111—114.
- Компетентнісно світоглядні рівні становлення майбутнього вчителя фізики / П. С. Атаманчук// Наукові праці Кам'янець-Подільського національного університету імені Івана Огієнка: зб. за підсумками звітної наук. конф. викладачів, докторантів і аспірантів, присвяченої 90-річчю Кам'янець-Подільського національного університету. — Вип. 7. У 5-ти томах. — Кам'янець-Подільський: Кам'янець-Поділ. нац. ун-т ім. І. Огієнка, 2008. — Т.1. — С. 111—113.
- Професійна компетентність як найважливіший орієнтир підготовки майбутніх фахівців / П. С. Атаманчук // Наукові праці Кам'янець-Подільського національного університету імені Івана Огієнка: зб. за підсумками звітної наук. конф. викладачів, докторантів і аспірантів, присвяченої 90-річчю Кам'янець-Подільського національного університету. — Вип. 7. У 5-ти томах. — Кам'янець-Подільський: Кам'янець-Поділ. нац. ун-т ім. І. Огієнка, 2008. — Т.1. — С. 166—167.
- Методологія фізичного навчання / П. С. Атаманчук, А. В. Бордюг, А. Н. Павлюк, П. І. Самойленко // Матеріали V Міжнародної науково-практичної конференції «Науковий простір Європи — 2009». — Т. 12. — Педагогічні науки. — Промисловість: Наука та дослідження. — С. 40 — 43.
- Модернизация содержания физического образования в контексте раскрытия взаимосвязей науки, культуры и искусства / П. С. Атаманчук, Е. М. Диндилевич, А. М. Николаев, П. И. Самойленко // Збірник науково-методичних праць «Теорія та методика вивчення природничо-математичних і технічних дисциплін». Наукові записки Рівненського державного гуманітарного університету. — Рівне: Волинські обереги, 2009. — Вип. 12. — С. 42 — 47.
- Управління процесами становлення майбутніх вчителів / П. С. Атаманчук, О. І. Ляшенко, В. П. Атаманчук // Збірник наукових праць Кам'янець-Подільського національного університету. Серія педагогічна / [редкол. : П. С. Атаманчук (голова, наук.ред.) та ін.]. — Кам'янець-Подільський: Кам'янець-Поділ. нац. ун-т ім. І. Огієнка, 2009. — Вип. 15: Управління якістю підготовки майбутніх учителів фізики та трудового навчання. — С. 5 — 10. Фізичний експеримент в умовах особистісної орієнтації / П. С. Атаманчук, В. В. Мендерецький,С. І. Дмитрук, О. М. Павлюк // Збірник наукових праць. Педагогічні науки. — Херсон: Вид-во ХДУ, 2008. — Вип. 50, ч. 1. — С. 59 — 63.
- Особистісно орієнтована модель експериментальної підготовки / П. С. Атаманчук, В. В. Мендерецький // Матеріали X Міжнародної навчально-практичної конференції «Сучасний фізичний практикум». — Астрахань, 2009. — С. 59 — 60. Методична система експериментальної підготовки майбутніх учителів фізики / П. С. Атаманчук, В. В. Мендерецький, С. І. Дмитрук // Матеріали ІІ Міжнародної науково-практичної конференції «Фізико-технічна і фізична освіта у гуманістичній парадигмі» (м. Керч, 10-13 вересня 2009 року) / Ред. кол.; наук. ред Т. М. Попова. — Керч: РВВ КДМТУ, 2009. — С. 5 — 7.
- Методична система експериментальної підготовки майбутніх учителів фізики / П. С. Атаманчук, В. В. Мендерецький, О. М. Ніколаєв // Вісник Чернігівського державного педагогічного університету ім. Т. Г. Шевченка. Серія: педагогічні науки: Збірник. — Чернігів: ЧДПУ, 2009. — Вип. 65. — С. 157—161.
- Методологія управління якістю професійного становлення майбутніх вчителів фізики / П. С. Атаманчук, В. В. Мендерецький, О. М. Ніколаєв, О. М. Павлюк, Т. П. Поведа // Материали за 5-а международна научна практична конференция «Основните проблеми на съвременната наук». — 2009. Том 14. Педагогически науки. — София: «Бял ГРАД-БГ» ООД. — С. 35 — 45.
- Роль мысленного эксперимента в методологическом обеспечении физического образования / П. С. Атаманчук, Т. П. Поведа // Наукові записки. — Вип. 82. — Серія: Педагогічні науки. — Кіровоград: РВВ КДУ ім. В.Винниченка. — 2009. — Ч. 1. — С. 258—265.
- Формування компетентнiсно-свiтоглядних якостей майбутнього вчителя фізики / П. С. Атаманчук, Т. П. Поведа // Науковий вісник Ужгородського національного університету: Серія «Педагогіка. Соціальна робота». — 2008. — Вип. 14. — С. 7 — 9.
- Проблемно-содержательные компоненты общекультурной составляющей ВУЗовского и школьного курса физики / П. С. Атаманчук, Т. П. Поведа, П. И. Самойленко // V Міжнародна конференція «Стратегія якості у промисловості і освіті» (6-13 червня 2009 р., Варна, Болгарія): Матеріали. — У 2-х томах, т. ІІ. / Упоряд. : Хохлова Т. С., Хохлов В. О., Ступак Ю. О. — Дніпропетровськ-Варна, 2009. — С. 32 — 37.
- Інтерпретації фізичного знання в методологічному контексті / П. С. Атаманчук, П. І. Самойленко, В. В. Мендерецкій, Е. М. Дінділевіч // Фізика в системі сучасної освіти (ФССО — 2009). Матеріали X Міжнародної конференції, Санкт-Петербург, 31 травня — 4 червня 2009 р Т.2. — СПб.: Изд-во РГПУ ім. А. И. Герцена, 2009. — С. 10-13.
- Особливості формування навчального середовища з фізики в умовах реалізації міждисциплінарних зв'язків / П. С. Атаманчук, О. М. Семерня // Збірник наукових праць. Педагогічні науки. Вип. 50. — Ч. 2. — Херсон: Вид-во ХДУ, 2008. — С. 11 — 15.
- Всеохопне управління якістю в результативному навчанні майбутнього учителя фізики / П. С. Атаманчук // Збірник наукових праць Кам'янець-Подільського національного університету імені Івана Огієнка. Серія педагогічна / [редкол. П. С. Атаманчук (голова, наук.ред.) та ін.]. — Кам'янець-Подільський: Кам'янець-Поділ. нац. ун-т ім. І.Огієнка, 2010. — Вип. 16: Формування професійних компетентностей майбутніх учителів фізико-технологічного профілю в умовах євроінтеграції. — С. 5 — 9.
- Інновації в управління якості навчання / П. С. Атаманчук // Науковий часопис Національного педагогічного університету імені М. П. Драгоманова. Серія № 5. Педагогічні науки: реалії та перспективи. — Вип. 22 : зб. наук.пр. / за ред. В. П. Сергієнка. — К.: Вид-во НПУ імені М. П. Драгоманова, 2010. –С. 30–34.
- Іннонвації в формуванні фахових якостей майбутніх вчителів фізики / П. С. Атаманчук// Вісник Чернігівського державного педагогічного університету імені Т. Г. Шевченка. Серія: педагогічні науки / Гол.ред. Носко М. О. — Чернігів: ЧДПУ, 2010. — Вип. 77. — С. 167—173.
- Ціннісні основи формирование фахових якости майбутнього вчителя фізики / П. С. Атаманчук // Особистість в єдиному освітньому просторі: збірник наукових статей I міжнародного освітнього форуму (м. Запоріжжя, 5-7 травня 2010 року) / Під. науч. ред. проф. К. Л. Крутій. Частина 3. Коференція «Освітній простір індивідуальність: сучасна дидактика, завдання діагностика, оцінка якості освіти», «Особистість і здоров'я зберігаючі простір». — Запоріжжя: ТОВ «Липс» ЛТД, 2010. -С. 11-15.
- Якість навчання та прогноз його результатів як феномен управління цими процесами / П. С. Атаманчук// Фізика та астрономія в школі. — 2010. — № 11-12. — С.15–19. Інновації в формування компетентнісних якостей майбутнього вчителя / П. С. Атаманчук, В. П. Атаманчук // Перспективні напрями і способи реалізації інноваційних технологій у системі європейської вищої освіти. Міжнародний науковий вісник Закарпатського державного університету: У 2-х кн. / Відп. ред. М. М. Полюжин, упоряд. К.Мовчан. — Ужгород: ЗакДУ, 2010. — Кн. 1. — С. 77-87.
- Особливості формування фахових компетенцій та світогляду майбутніх вчителів / П. С. Атаманчук, В. П. Атаманчук // MaterialyVImezinarodnivedecko-praktickaconference «Dnyvedy — 2010». — Dil 19. Pedagogika: Praha. Publishing House «Education and Science» s.r.o. — S. 14-22.
- Атаманчук П. С., Атаманчук Г. І., Атаманчук В. П. Основні доктрини та прогноз як механізми становлення майбутнього вчителя / П. С. Атаманчук, Г. І. Атаманчук, В. П. Атаманчук / Материалы VІ Международной конференции «Стратегия качества в промышлености и образованиии» 4-11 июня, Варна, Болгария. — Матеріали. У 4-х т., т. ІІ (4.1) / Упоряд. : Хохлова Т. С., Хохлов В. О., Ступак Ю. О. — Дніпропетровськ; Варна, 2010. — С. 33 — 37.
- Інформаційно-комунікативні технології у формуванні дієвих компетенцій / П. С. Атаманчук, О. В. Бордюг, А. В. Печенюк, С. М. Грушецький // Збірник наукових праць Кам'янець-Подільського національного університету імені Івана Огієнка. Серія педагогічна / [редкол. П. С. Атаманчук (голова, наук. ред.) та ін.]. — Кам'янець-Подільський: Кам'янець-Поділ. нац. ун-т ім. І. Огієнка, 2010. — Вип. 16: Формування професійних компетентностей майбутніх учителів фізико-технологічного профілю в умовах євроінтеграції. — С. 72 — 74.
- Управління компетентнісно-світоглядних становленням майбутнього вчителя / П. С. Атаманчук, А. А. Губанова, О. Н. Семерня // Вісник Калузького університету. — 2010. — № 3. — С. 13 — 16. Методика розкриття механізму проходження світла в оптично-неоднорідному середовищі / П. С. Атаманчук, А. О. Губанова, О. Г. Бойко // Материалы VІ Международной конференции «Стратегия качества в промышлености и образованиии» 4-11 июня, Варна, Болгария. — Матеріали. У 4-х т., т. ІІ (4.1) / Упоряд.: Хохлова Т. С., Хохлов В. О., Ступак Ю. О. — Дніпропетровськ; Варна, 2010. — С. 29 — 32.
- Методичні особливості навчання в системі українського загальної освіти / П. С. Атаманчук, А. М. Миколаїв, О. Н. Семерня // Фізична освіта: проблеми і перпективи розвитку: матеріали 9-ї міжнародної науково-методичної конференції, 1-4 березня 2010 р / МПДУ; РГУ ім. С. А. Єсеніна. — М.: Рязань, 2010. — Ч. 1. — С. 18-24 с.
- Технологія цілеспрямованого управління якістю навчання майбутніх фахівців / П. С. Атаманчук, О. М. Ніколаєв, А. О. Губанова // Науковий часопис Національного педагогічного університету ім. М. П. Драгоманова. Серія № 5. Педагогічні науки: реалії та перспективи: збірник наукових праць / За ред. В. Д. Сиротюка. — К.: Вид-во НПУ ім. М. П. Драгоманова, 2009. — Вип. 17. — С. 3-9.
- Досягнення прогнозованого рівня якості знань у процесі особистісно-діяльнісного підходу у навчанні фізики / П. С. Атаманчук, І. В. Оленюк / Second International Summer School «Educational Measurements: Teaching, Research and Practice» is held under the support of the EU within the frame-work of the EU Project 145029 — TEMPUS — 2008-SE-JPCR «Educational Measurements Adapted to EU Standards». — P. 26 — 27.
- Методологічний аспект змісту фізичної освіти / П. С. Атаманчук, А. Н. Павлюк, П. І. Самойленко // Матеріали науково-методичної конференції присвяченій пам'яті С. Е. Каменецкого. — М.: МПГУ, 2009. — С. 63-66.
- Управління якістю підготовки вчителів фізики і трудового навчання: компетентнісно-світоглядний аспект / П. С. Атаманчук, О. М. Павлюк, Т. П. Поведа // Фізика та астрономія. — 2010. — № 1. — С. 37–40.
- Інноваційні технології формування професійних якостей майбутнього вивчення фізики / П. С. Атаманчук // Вища освіта України, № 3 (додаток 1). — 2010. — Тематичний випуск «Педагогіка вищої школи: методологія, теорія, технології». — Т.2. — Рівне. — С. 5-11.
- Менеджмент якості в обучении / П. С. Атаманчук, В. П. Атаманчук, Г. І. Атаманчук // VI Матеріали Міжнародної науково-практичної конференції «Основні аспекти наукової діяльності — 2011». — Т. 11. Педагогічні науки. Фізична культура та спорт. — Промисловість: Наука та дослідження. — С. 91–96.
- Менеджмент якості підготовки майбутнього вчителя фізики / П. С. Атаманчук // Теорія та методика навчання математики, фізики, інформатики: зб. наук. пр. — Вип. ІХ. — Кривий Ріг: Видав. відділ НМет АУ, 2011. — С. 217—225.
- Інновації в системі формування професійних компетенцій майбутнього педагога / П. С. Атаманчук // Міжнародний науковий вісник: зб. наук. доп. за матер. ХХІ міжнар. наук.-практ. конф. «Перспективні шляхи і напрями вдосконалення освітньої системи у світлі Болонського процесу», 16-19 листоп. 2010 р. / Редкол.: Ф. Г. Ващук (голова), Х. М. Олексик, І В. Артьомов та ін..; упоряд. К. М. Мовчан. — Ужгород: ЗакДУ, 2011. — Вип. 2(21). — Ч. 1. — С. 29 — 35.
- Якість як міра компетентності фахівця / П. С. Атаманчук // VII Міжнародна конференція «Стратегія якості у промисловості і освіті» (3-10 червня, 2011 р., Варна, Болгарія): матер. у 3-х томах. Т. І. / упоряд. : Хохлова Т. С., Хохлов В. О., Ступак Ю. О. — Дніпропетровськ — Варна. — С. 256—262.
- Факультативний курс «Елементи астрофізики в системі дистанційного навчання» / П. С. Атаманчук // Х Міжнародна науково-методична конференція «Фізичне освіта: проблеми та перспективи розвитку», присвячена 110-річчю факультету фізики та інформаційних технологій: [зб. матер. Х Міжнар. наук.-метод. конф. «Фізична освіта: проблеми та перспективи розвитку», присвяченій 110-річчю факультету фізики та інформаційних технологій. МПДУ] / Московський педагогічний державний університет, журнал «Наука і школа», журнал «Школа майбутнього». — М.: МДПУ, Изд. Карпов Е. В., 2011. — Ч. 1: Актуальні проблеми шкільної фізичної освіти. Навчальний фізичний експеримент в школі і в інституті. -З. 13-19.
- Методологічний аспект професійного становлення майбутнього вчителя фізики / П. С. Атаманчук, А. О. Губанова // Тенденція розвитку вищої освіти в Україні: Європейський вектор. Матер. міжнар. наук.-практ. конф., Ялта (10-12 берез. 2011 р.). — Ялта: РВНЗ КГУ, 2011. — Ч.1. –С. 16 — 20.
- Моделювання як засіб компетентнісного ставлення майбутнього фахівця у методиці навчання фізики / П. С. Атаманчук, О. М. Семерня // Вісник Чернігівського національного педагогічного університету. Серія: Педагогічні науки. — Вип. 89 / Гол. ред. Носко М. О. — Чернігів: ЧНПУ, 2011. — С. 3 — 8.
- Реалізація компетентнісного підходу до технологічного навчанні майбутнього вчителя / П. С. Атаманчук, О. П. Панчук, Е. М. Дінділевіч, Р. М. Білик // Севременное технологічна освіта: проблеми і перспективи: матер. Міжнар. наук.-практ. конф. (16-18 червня 2011 року). — Улан-Уде: Вид-во «Беліг», 2011. — С. 89-96.
- Менеджмент якості в навчанні / П. С. Атаманчук, В. П. Атаманчук, А. І. Атаманчук // MaterialyVIImezinarodnivedosko-praktickaconference «Vedaavznik — 2010/2011». — Dil. 13 / Pedagogika. — Praha: PublishingHouse «EducationandScience». — S. 60 — 65.
- Інноваційні схеми побудови підручника / П. С. Атаманчук, В. В. Мендерецкій, І. В. Засанова // Журнал Забайкальського гуманітарного педагогічного університету ім. Н.Г Чернишевського. Гуманітарний вектор. № 1 (25) Чита. : Забайкальський гуманітарний педагогічний університет ім. Н.Г Чернишевського. — 2011. — С. 5-9.
- Формування предметних компетентностей учнів в процесі навчання фізики / П. С. Атаманчук, О. П. Панчук, А. Н. Павлюк // Педагогічний журнал Башкортостану. — 2011. — № 3 (34). — С. 138—147.
- Психолого-педагогічні основи коментентивного розстановки майбутнього часу / П. С. Атаманчук // «Актуальні проблеми та сучасні тенденції розвитку психології та педагогіки»: матеріали XIV Міжнародної науково-практичної конференції (Київ, Лондон, 24 листопада — 28 листопада 2011 р.). Психолого-педагогічні науки Всеукраїнський академічний союз фахівців для професійного оцінювання науково-дослідної та педагогічної діяльності; організація Сіммітте: Б. Житігор (голова); Головний редактор Павлов В. В. — Одеса: ІнПрес, 2012. — С. 73 — 78.
- Прогноз як основа управління в навчанні / В. П. Атаманчук, П. С. Атаманчук // Materialy VII mezinarodni vedecko-prakticka conference «Moderni vymozenosti vedy — 2012», — Dil. 16. Pedagogika. — Praha: Publishing House «Education and Science». — S. 15 — 23.
- Управління компетентнісно-світоглядним становленням учителя фізики / П. С. Атаманчук, О. М. Ніколаєв // Збірник матеріалів Всеукраїнської науково-практичної конференції "Актуальні проблеми і перспективи дидактики фізики. 26-28 квітня 2012. — Вип. № 2 (225). — Черкаси: Черкаський нац. ун-т ім. Б. Хмельницького, 2012. — С. 3 — 10.
- Методологічні передумови створення освітнього середовища з фізики у навчанні молодих школярів / П. С. Атаманчук, О. М. Ніколаєв, О. М. Павлюк // Матеріали Всеукраїнської науково-практичної конференції 24-25 квітня «Психолого-дидактичні засади формування освітнього середовища навчально-дослідницької діяльності дітей». — Кіровоград, 2012. — С. 6-8.
- Лабораторні роботи з фізики як важливий засіб формування професійних компетентностей студентів аграрно-технічних закладів / П. С. Атаманчук, М. В. Торчук // Теорія та методика навчання математики, фізики, інформатики: зб. наук. пр. Вип. Х: в 3 томах. Кривий Ріг: вид. відділ НМЕТАУ, 2012. — Т.2: Теорія і методика навчання фізики. — С. 3 — 8.
- Підручник як засіб формування предметних і професійних компетентностей майбутнього вчителя фізики/ П. С. Атаманчук // Наукові праці Кам'янець-Подільського національного університету імені Івана Огієнка: зб. за підсумками звітної наук. конф. викладачів, докторантів і аспірантів: у 5-ти томах. — Кам'янець-Подільський: Кам'янець-Поділ. нац. ун-т ім. І. Огієнка, 2011. — Вип. 10. — Т. 2. — С.7 — 9.
- Становлення майбутнього вчителя фізики / П. С. Атаманчук, В. П. Атаманчук // Актуальні проблеми психології особистості та міжособистісних взаємин, 22-23 трав. 2012 р., Київ-Кам'янець-Подільський: Матер. IV міжнар. наук.-практ. конф. / За ред. С. Д. Максименка, Л. А. Онуфрієвої. — Кам'янець-Подільський: Медобори — 2012, 2012. — С.54 — 57.
- Якість освіти як проблема дидактики фізики / П. С. Атаманчук, О. І. Ляшенко // Педагогіка і психологія. Вісник НАПН України. — К.: Педагогічна преса, 2011. — № 4 (73). — С.8 — 12.
- Інноватики компетентнісного становлення майбутніх учителів фізико-технологічного профілю / П. С. Атаманчук, О. М. Ніколаєв, О. М. Павлюк // Матеріали за 8-а международна научна практична конференция, «Новината за преднали наука». — 2012. — Т.13. Педагогически науки. — София: «Бял ГРАД-БГ» ООД. — С. 22-32.
- Атаманчук П. С. Компетентні основи становлення майбутнього учителя фізико-технологічного профілю / П. С. Атаманчук // Наукові записки. — Випуск 9. — Серія: проблеми методики фізико-математичної і технологічної освіти. Частина 2. — Кіровоград: РВВ КДПУ (М. В. Виниченка, 2016—312 с. 238—246
- Атаманчук П. С. Компетентнісні орієнтири навчання фізики / П. С. Атаманчук // Дидактичні механізми дієвого формування компетентнісних якостей майбутніх фахівців фізико-технологічних спеціальностей: збірник матеріалів XI міжнародної наукової конференції / [редкол.: П. С. Атаманчук (голов. ред.) та ін.]. — Кам'янець-Подільський: ТОВ «Друкарня Рута», 2016. — С. 13-17.
- Атаманчук П. С. Компетентність як показник дієвості навчання / П. С. Атаманчук, А. Н. Кух, В. П. Атаманчук, Р. Н. Білик, А. М. Миколаїв, О. Н. Семерня // «Infl uence of knowledge and public practice on the development of creative potential and personal success in life». Peer-reviewed materials digest (collective monograph) published following the results of the CXXIV International Research and Practice Conference and II stage of the Championship in Psychology and Educational sciences (London, May 12 — May 17, 2016) / International Academy of Science and Higher Education; Organizing Committee: Т. Morgan (Chairman), B. Zhytnigor, S. Godvint, A. Tim, S. Serdechny, L. Streiker, H. Osad, I. Snellman, K. Odros, M. Stojkovic, P. Kishinevsky, H. Blagoev — London: IASHE, 2016. — P 25-28.
- Атаманчук П. С. Копметентнісні показники дієвості навчання / П. С. Атаманчук // Вісник чернігівського національного педагогічного університету імені Т. Г. Шевченка. Випуск 138. / Чернігівський національний педагогічний університет імені Т. Г. Шевченка гол. ред.. Носко Н. О. — Чернігів ЧНПУ, 2016. — 212 с. С. 3-10.
- Атаманчук П. С. Основи управління процесами компетентнісного становлення майбутнього педагога / П. С. Атаманчук, А. Н. Кух, В. П. Атаманчук, Р. Н. Білик, А.М Миколаїв, О. Н. Семерня // Harmonious personal development problem inrelation to specificity of modern education and socialization processes «. Peer-reviewed materials digest (collective monograph) published following the results of the CXXXI International Research and Practice Conference and III stage of the Championship in Psychology and Educational sciences (London, October 5 — October 11, 2016) / International Academy of Science and Higher Education; Organizing Committee: Т. Morgan (Chairman), B. Zhytnigor, S. Godvint, A. Tim, S. Serdechny, L. Streiker, H. Osad, I. Snellman, K. Odros, M. Stojkovic, P. Kishinevsky, H. Blagoev — London: IASHE, 2016. — P. 16-20.
- Атаманчук П. С. Поєднання двох начал пізнавальної активності як засіб компетентнісних досягнень індивіда / П. С. Атаманчук, В. П. Атаманчук // ХІІ Международная конференция „Стратегия качества в промышленности и образовании“ (20 мая — 2 июня 2016 г., Варна, Болгария): Международный научный журнал ActaUniversitatisPonticaEuxinus (Cпециальный выпуск) / [упорядники: Хохлова Т. С., Хохлов В. О., Кімстач Т. В.]. — Дніпропетровськ — Варна, 2016. — 728 с. — С. 317—320.
- Атаманчук П. С. Тематичний комплекс з теорії та методики навчання фізики / П. С. Атаманчук // Засоби і технології сучасного навчального середовища: Матеріали міждународної науково-практичної конференції, м. Кіровоград, 27-28 травня 2016, / Відповідальний редактор С. П. Величко — Кіровоград: ПП „Есклюзив — систем“, 2016—148 с. С. 3-4
- Атаманчук П. С. Управление качаством обучения / П. С. Атаманчук // Сучасні наукові дослідження та розробки: Теоритична цінність та практичні результати — 2016: Матеріали міжнародної науково практичної конференції (Братислава), 15-18 березня 2016 р., — К.: ТОВ „НВП“ Інтерсервіс, 2016. — 182 с. — С. 18-19
- Атаманчук П. С. Формування компетентнісних і світоглядних якостей майбутнього фахівця фізико-технологічного профілю / П. С. Атаманчук, А. М. Кух //Фізика та Астрономія в рідній школі, № 3, 2016, 48 с., С. 44-48
- Атаманчук П. Важні розвідки відомості про майбутнє педагога / П. Атаманчук, В. Атаманчук, Р. Білик. — „Питання виховання та навчання в контексті сучасних умов об'єктивного ускладнення процесів соціальної адаптації людини“. Рецензований дайджест матеріалів (колективна монографія), опублікований за підсумками Міжнародної науково-практичної конференції CXXXVIII та I етапу Чемпіонату з психології та освітніх наук (Лондон, 9 лютого — 15 лютого 2017 р.) / Міжнародна академія наук та вища Освіта; Оргкомітет: Т. Морган (голова), Б. Житнигор, С. Годвінт, А. Тім, С. Сердечний, Л. Стрейкер, Х. Осад, І. Снеллман, К. Одрос, М. Стойкович, П. Кишиневський, Х. Благоєв — Лондон: IASHE, 2017. — 82 с. — С. 10–13.[7]

## Відзнаки та нагороди
- занесення до Книги Пошани Новоушицького технікуму механізації сільського господарства (1967 р.);
- занесення до республіканської Книги Пошани (1969 р.);
- медаль „За доблестный труд в ознаменование столетия со дня рождения В. И. Ленина“ (1970 р.);
- переможець соціалістичного змагання (1972—1980 р.р.);
- звання ударника комуністичної праці (1981 р.);
- Грамота МО УРСР (1987 р.);
- занесення на міську (м. Кам'янець-Подільський) Дошку Пошани (1988 р.);
- грамота МО УРСР (1991 р.);
- знак „Відмінник освіти України“ (1997 р.);
- диплом МОН України та АПН України за участь у другій Міжнародній виставці престижних навчальних закладів „Сучасна освіта в Україні“ (1999 р.);
- почесна Грамота Хмельницької державної адміністрації (1999 р.);
- грамота Хмельницької обласної ради (2000 р.);
- грамота МОН України (2001 р.);
- занесення на обласну Дошку Пошани (2003 р.);
- звання Заслуженого працівника освіти України (2003 р.);
- знак АПН України „Ушинський К. Д.“ (2006 р.);
- атестат академіка АН ВО України отримав у 2007 р.;
- подяка міської держадміністрації за вагомий науковий внесок (2008 р.);
- нагрудний знак МОН України „За наукові досягнення“ (2008 р.);
- знак „Петро Могила“ (2009 р.);
- диплом переможця 6-го обласного конкурсу науково-дослідних робіт в номінації „Підручники і монографії“ (2010 р.);
- почесні дипломи 1-ї та 2-ї Міжнародних виставок „Інноватика в освіті України“ (2010 р.).
- диплом Кам'янець-Подільського національного університету імені Івана Огієнка „За визначні наукові досягнення в 2010 році“ (2011 р.);
- диплом та 3-тя премія переможця VIІ-го обласного конкурсу науково-дослідних робіт в номінації „Фундаментальні дослідження“ (2011 р.);
- диплом та 2-га премія переможця VIІ-го обласного конкурсу науково-дослідних робіт в номінації „Підручники і монографії“ (2011 р.);
- диплом та 1-ша премія переможця VIІ-го обласного конкурсу науково-дослідних робіт в номінації „Підручники і монографії“ (2011 р.);
- диплом Кам'янець-Подільського національного університету імені Івана Огієнка „За визначні наукові досягнення в 2011 році“ (2012 р.);
- дипломом 14-ї Міжнародної науково-практичної конференції „Актуальні проблеми і сучасні тенденції розвитку психології та педагогіки“ (Лондон — Київ) за кращу наукову доповідь у рамках секції „Теорія навчання і виховання“ (2012 р.);
- обрання на посаду віце-президента з міжнародних відносин Академічного Товариства Михайла Балудянського (20.04.2012; Словаччина);
- диплом та 1-ша премія переможця VIІІ-го обласного (Хмельницька область) конкурсу науково-дослідних робіт в номінації „Фундаментальні науки“ (2012 р.);
- сертифікат учасника Міжнародної науково-практичної конференції „Засоби і технології сучасного навчального середовища“ (м. Кіровоград, 2012 р.);
- сertificate XXIV International Scentific and Practical Conference: „Problems of Internationalization of University Education“ under the Conditions of European Integration» (Slovakia-Hungaru, 10 may, 2012);
- сертифікат учасника IV міжнародної науково-практичної конференції «Актуальні проблеми психології особистості та міжособистісних взаємин» (22-23 травня, 2012 р.)

## Про Атаманчука П.С
Атаманчук Петро Сергійович
Атаманчук Петро Сергійович
Атаманчук Петро Сергійович
Атаманчук Петро Сергійович
СТВОРЮЄМО ЦІННІСТЬ
Атаманчук Петро Сергійович
Петро Атаманчук
НЕЗДІБНИХ УЧНІВ І СТУДЕНТІВ НЕМАЄ